# Tychepsephus felix
Tychepsephus felix is een keversoort uit de familie keikevers (Psephenidae). De wetenschappelijke naam van de soort werd in 1876 gepubliceerd door Charles Owen Waterhouse.